# Phoebe Dollar
Pour les articles homonymes, voir Phoebe et Dollar.
Phoebe Dollar, née le 26 juillet 1972 à Durham, est une actrice, productrice, réalisatrice et scénariste américaine.

## Filmographie
Comme actrice
- 1994 : The Crow (non-créditée)
- 2002 : Hell's Highway : Lucindia Polonia
- 2002 : Ted Bundy : Richardson
- 2003 : The Hazing : Jenny
- 2003 : Blood Sisters : Rose
- 2003 : Goth : Goth
- 2004 : Creepies : Brinke
- 2004 : Unseen Evil 2 : Phoebe
- 2004 : Alien 3000
- 2005 : Charlie's Death Wish : Charlie
- 2006 : Psychon Invaders : Phoebes
- 2006 : Werewolf in a Women's Prison : Maria
- 2007 : Alibi : Patron
- 2009 : Orgy of Blood
- 2010 : Red Machete Blue
- 2010 : Final Girl
- 2010 : Orgy of the Damned : Eve
- 2011 : Rat Scratch Fever : Jennifer
- 2013 : Southern Iron (court métrage) : Tammy Faye, la junkie
- 2018 : Sunset Society : Sophia
- 2020 : Camp Blood 8: Revelations : Dolly

Comme productrice
- 2005 : Charlie's Death Wish
- 2018 : Sunset Society

Comme réalisatrice
- 2018 : Sunset Society

Comme scénariste
- 2005 : Charlie's Death Wish